# Petko Petkow (1946–2020)
Petko Petkow (ur. 3 sierpnia 1946 w Sinitewie, zm. 10 stycznia 2020 w Starej Zagorze) – bułgarski piłkarz i trener piłkarski.
Był wychowankiem Lokomotiwu Septemwri, ale najdłużej występował w Beroe Starej Zagorze. Jako zawodnik tego klubu dwukrotnie (1974 i 1977) sięgał po koronę króla strzelców bułgarskiej ekstraklasy. Pod koniec piłkarskiej kariery przeniósł się do Austrii Wiedeń. W barwach reprezentacji Bułgarii od 1970 do 1980 roku rozegrał 33 mecze i strzelił 5 goli.
Na początku lat 80. rozpoczął pracę szkoleniową. Dwukrotnie - w latach 1983-1985 i 1987-1989 - był trenerem Beroe. Po raz trzeci prowadził ten klub od lipca 2005 do czerwca 2006 roku. Od tego czasu był dyrektorem sportowym w Beroe.